# Shailene Woodley

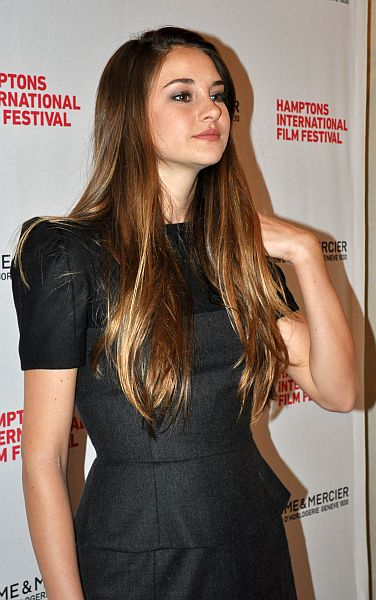
Shailene na festiwalu w Hamptons (2011)

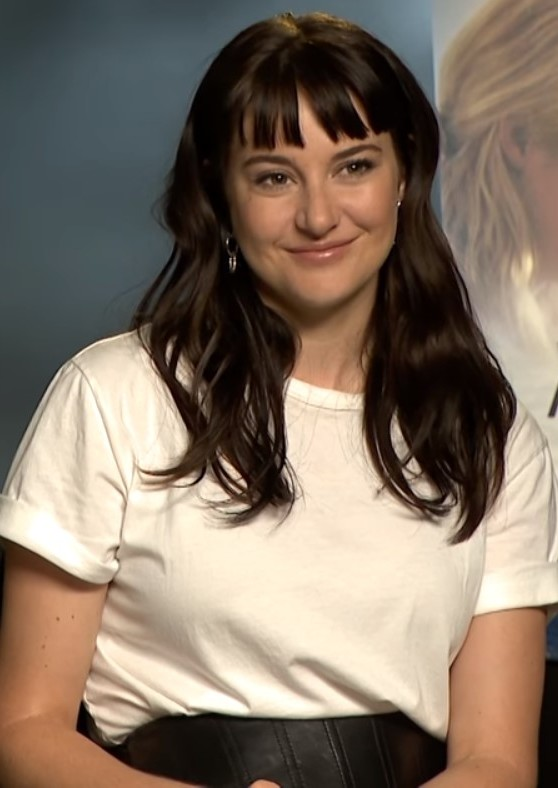
Woodley w 2018 roku

Shailene Diann Woodley (ur. 15 listopada 1991 w Simi Valley) – amerykańska aktorka, która grał w filmie Niezgodna i jego kontynuacjach oraz serialu Wielkie kłamstewka. 

## Życiorys
Początkowo grała w reklamach telewizyjnych. Zadebiutowała na dużym ekranie w filmie Replacing Dad (1999). W 2002 odgrywała małe role w telewizyjnych serialach Bez pardonu i Bez śladu. Przełomowym momentem w jej karierze było zagranie głównej roli w filmie Felicity: An American Girl Adventure. Od 2007 grała rolę Amy Juergens w serialu dla młodzieży Tajemnica Amy. Ponadto zagrała u boku George’a Clooneya w filmie Spadkobiercy, którego światowa premiera odbyła się we wrześniu 2011. Grała główne role w filmach: Cudowne tu i teraz (2013), Niezgodna (2014), Gwiazd naszych wina (2014) oraz Zbuntowana (2015).
W zestawieniu IMDb za 2014 Woodley wygrała ranking najpopularniejszych gwiazd filmowych, wyprzedzając Jennifer Lawrence.
W wyborach prezydenckich w 2016 roku poparła kandydaturę Berniego Sandersa.

## Filmografia
- 1999 W poszukiwaniu ojca (Replacing Dad) jako mała dziewczynka
- 2001–2003 Bez pardonu (The District), trzy odc. jako Kristin Debreno
- 2001–2004 Jordan (Crossing Jordan), cztery odc. jako młoda Jordan Cavanaugh
- 2003 Bez śladu (Without a Trace), odc. Clare de Lune jako młoda Clare Metcalf
- 2004 Wspólny dom (A Place Called Home) jako California „Cali” Ford
- 2005 Once Upon a Mattress jako Molly
- 2005 Przygoda Felicity (Felicity: An American Girl Adventure) jako Felicity Merriman
- 2007 Dramatyczny lot (Final Approach) jako Maya Bender
- 2007 Interes życia (Moola) jako Ashley
- 2008–2013 Tajemnica Amy (The Secret Life of the American Teenager) jako Amy Juergens
- 2011 Spadkobiercy (The Descendants) jako Alexandra King
- 2013 Cudowne tu i teraz (The Spectacular Now) jako Aimee Finicky
- 2014 Niesamowity Spider-Man 2 (The Amazing Spider-Man 2) jako Mary-Jane Watson (sceny usunięte)
- 2014 Gwiazd naszych wina (The Fault in Our Stars) jako Hazel Grace Lancaster
- 2014 Niezgodna (Divergent) jako Beatrice „Tris” Prior
- 2014 Biały ptak w zamieci (White Bird in a Blizzard) jako Kat Connor
- 2015 Zbuntowana (The Divergent Series: Insurgent) jako Beatrice „Tris” Prior
- 2016 Wierna (The Divergent Series: Allegiant) jako Beatrice „Tris” Prior
- 2016 Snowden jako Lindsay Mills
- 2017–2019 Wielkie kłamstewka jako Jane Chapman
- 2018 41 dni nadziei (Adrift) jako Tami Oldham
- 2019 Coś się kończy, coś zaczyna (Endings, Beginnings) jako Daphne
- 2021 Mauretańczyk (The Mauritanian) jako Teresa „Teri” Duncan
- 2021 The Fallout jako Anna
- 2021 Ostatni list od kochanka jako Jennifer Sterling
- 2023 Mizantrop jako Eleanor Falco
- 2023 Podrabiani zakochani jako Elaine
- 2023 Ferrari jako Lina Lardi
- 2023 Inwestorzy amatorzy jako Caroline Gill
- 2024 Morderczy żar jako Penelope Vardakis

## Nagrody
- Nagroda na MFF w Cannes Nagroda Choparda: 2012